# Carl Snoilsky
Grof Carl Johan Gustaf Snoilsky, švedski pesnik, diplomat, član Švedske akademije, verjetno slovenskih korenin, * 8. september 1841, Stockholm, † 19. maj 1903, Stockholm.
Snoilsky velja za najboljšega pesnika zgodnjega realizma. S svojim življenjem in delom je pomembno vplival na norveškega dramatika Henrika Ibsena, še zlasti na njegovo dramo Rosmersholm. Nekaj njegovih pesmi je uglasbil finski skladatelj Jean Sibelius.

## Življenje
Snoilsky se je rodil v Stockholmu. Izobraževal se je najprej v šoli Clara, leta 1860 pa je postal študent Univerze v Uppsali. Učil se je za diplomata in se zaposlil v Švedskem zunanjem ministrstvu. Zgodaj v letu 1861 je pod psevdonimom Sven Tröst začel objavljati pesmi in kmalu postal osrednja osebnost odlične literarne družbe prestolnice. Leta 1861 je objavil zbirko lirskih pesmi z naslovom Orchidéer (Orhideje). Med letoma 1864 in 1865 je bil na diplomatskih naslogah v Madridu in Parizu. Bilo je v letu 1869, ko je prvič objavil svoj Dikter pod pravim imenom, kar je Snoilskega povzdignilo na raven najbolj eminentnih sodobnih pesnikov. Njegovi Sonneter so leta 1871 njegov ugled samo še povečali. Zatem je Snoilsky za nekaj let opustil pesnjenje in se posvetil delu v uradu za tujce in numizmatiki.
Leta 1876 je objavil prevod Goethejevih balad. Isto leto je bil imenovan za arhivarja listin (expeditionssekreterare) na Zunanjem ministrstvu in nasledil škofa Paula Genberga kot eden izmed osemnajstih članov Švedske akademije. Vendar, leta 1879 je prenehal z vsemi svojimi dolžnostmi in nenadno zapustil Švedsko z Ebbo Piper, grofico Dowagerško, s katero se je leta 1880 tudi poročil in odpotoval v  Firence. Grof Snoilsky je leta 1881 poslal domov zvezek Novih Pesmi (Nya Dikter). Še dva druga zvezka sta izšla leta 1883 in 1887 ter 1897; Savonarola, pesem, leta 1883, in Hvitafrun ("Bela dama") leta 1885. V letu 1886 je zbral svoje pesmi z domovinsko tematiko pod imenom Svenska Bilder (Švedske slike), ki se uvrščajo v švedske klasike. Leta 1901 se je vrnil v Stockholm in bil imenovan za glavnega knjižničarja (överbibliotekarie) Kraljevske knjižnice. Umrl je v Stockholmu 19. maja 1903.

## Delo
Njegov literarni vpliv na Švedskem je bil zelo velik. Njegove pesmi so vedno govorile o radosti, svobodi in lepoti, in njegova lirika bolj kot pri večini sodobnih verov izraža mladostno navdušenost. Izreden je pravtako v sled izjemne sladkobe in melodičnosti njegovih pesniških oblik. Njegove Samlade dikter so bile zbrane v 5 zvezkih v letih 1903–1904.

## Rod
Glede Snoilskyjevega porekla je švedski slavist Alfred Jensen pesniku Antonu Aškercu dejal, da je slovensko. Carl Snoilsky je menil, da je bil njegov prednik protestantski pastor Snoilshik iz Znojil na Kranjskem, ki si je nadel vzdevek Labacus (iz Ljubljane). Trditev, ki jo je v Sloveniji populariziral Aškerc, ni popolnoma dokazana, vendar je verjetna. Ime povezujejo s kranjskim protestantskim reformatorjem Janžem Znojilškom.